# نایپیداو
نایپیداو (به زبان برمه‌ای: ؛ ت.ت. 'پایتخت سلطنتی') پایتخت و سومین شهر بزرگ کشور میانمار است. به‌طور رسمی کیت پیای، پیینمانا و کیات پیای گفته می‌شود. بر اساس قانون اساسی ۲۰۰۸ به‌طور اتحاد سرزمین‌های میانمار اداره می‌شود.

## تاریخچه
پس از یک کودتای نظامی پایتخت این کشور از شهر یانگون (رانگون پیشین) به نایپیداو منتقل شد.

## جغرافیا
جمعیت این شهر برابر با ۹۰۰٬۰۰۰ نفر است.
نایپیداو تقریباً در ۳۲۰ کیلومتری شمال یانگون قرار دارد.

## نامگذاری
نایپیداو به معنی «شهر پادشاهی» است، اما به معنی اقامتگاه پادشاهی نیز ترجمه شده‌است.

## نگارخانه

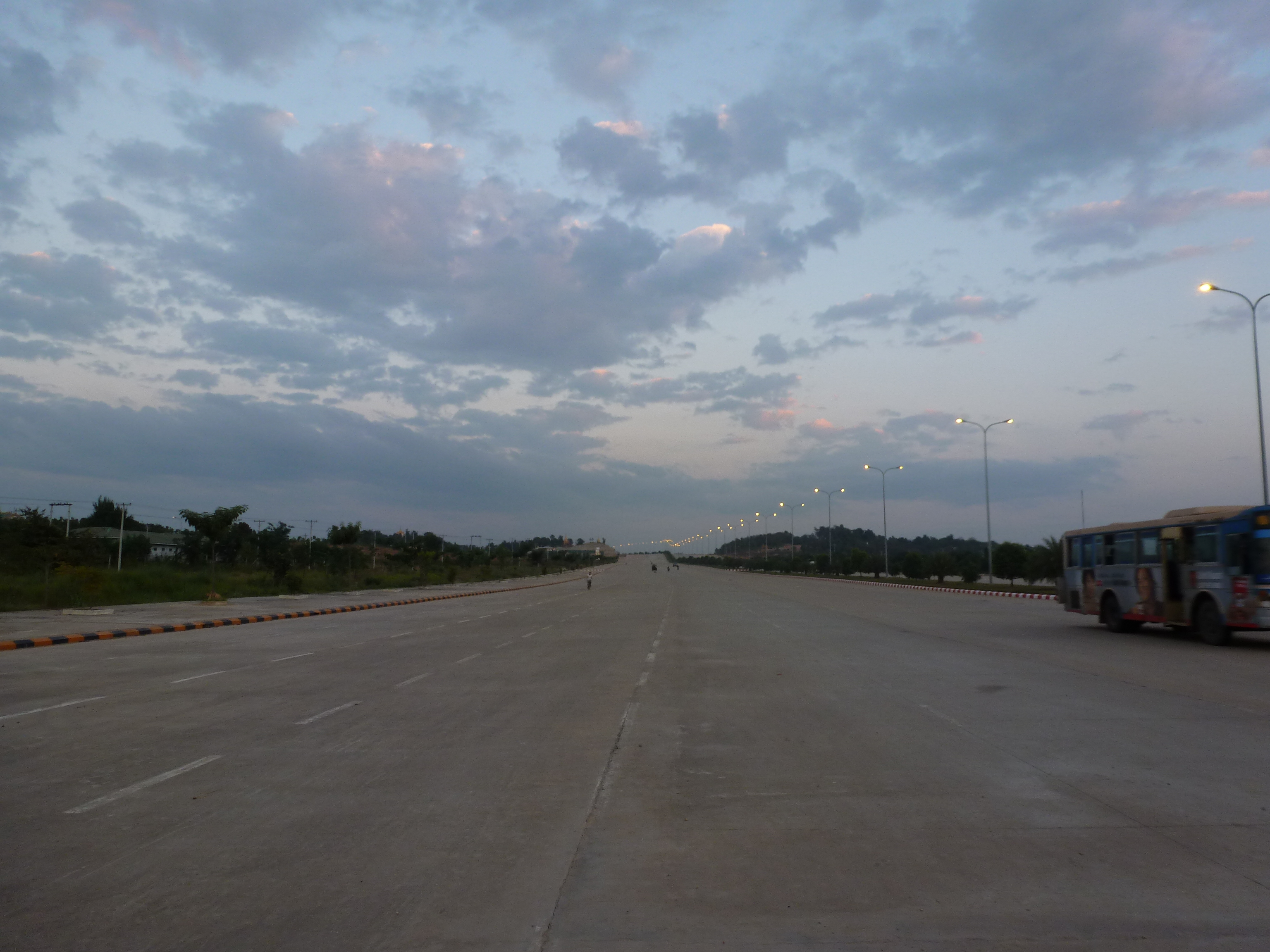
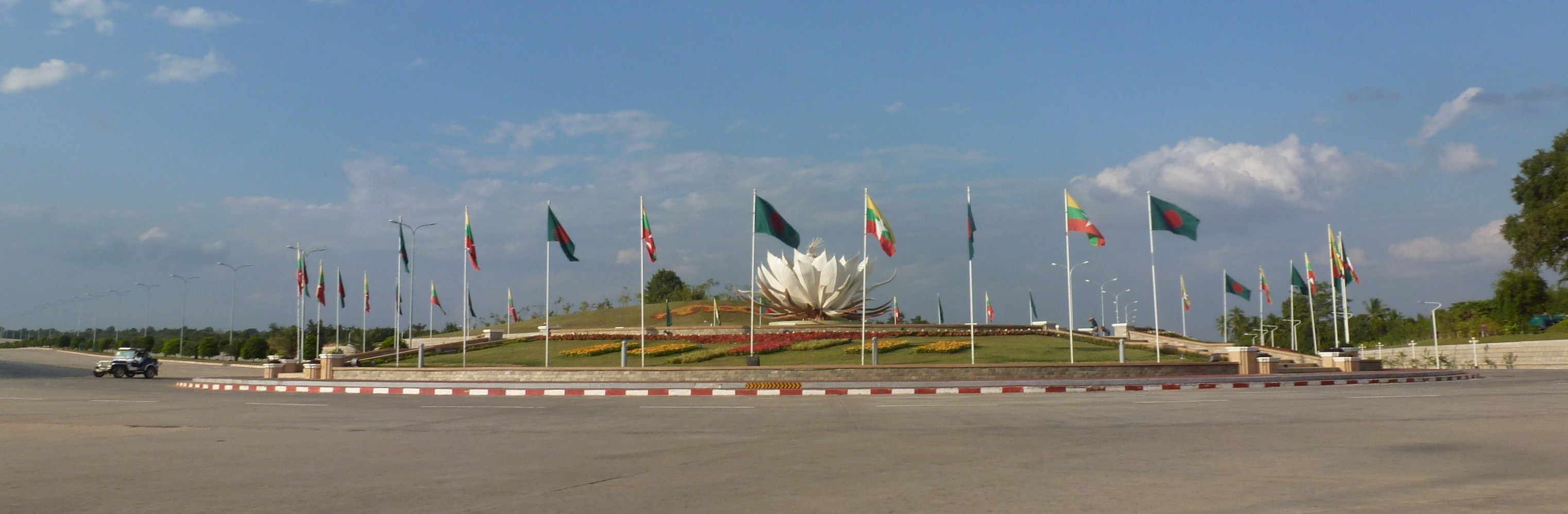
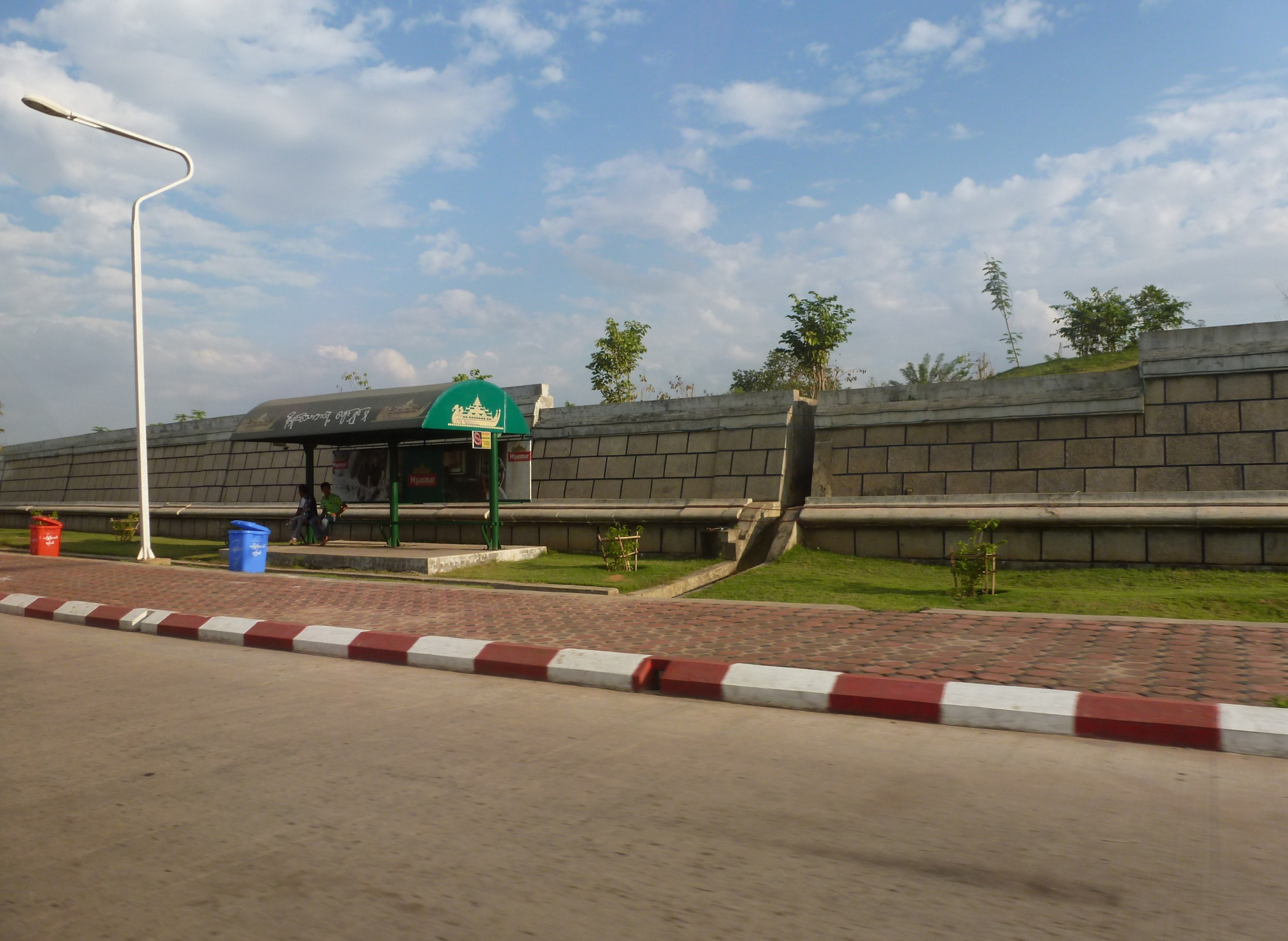
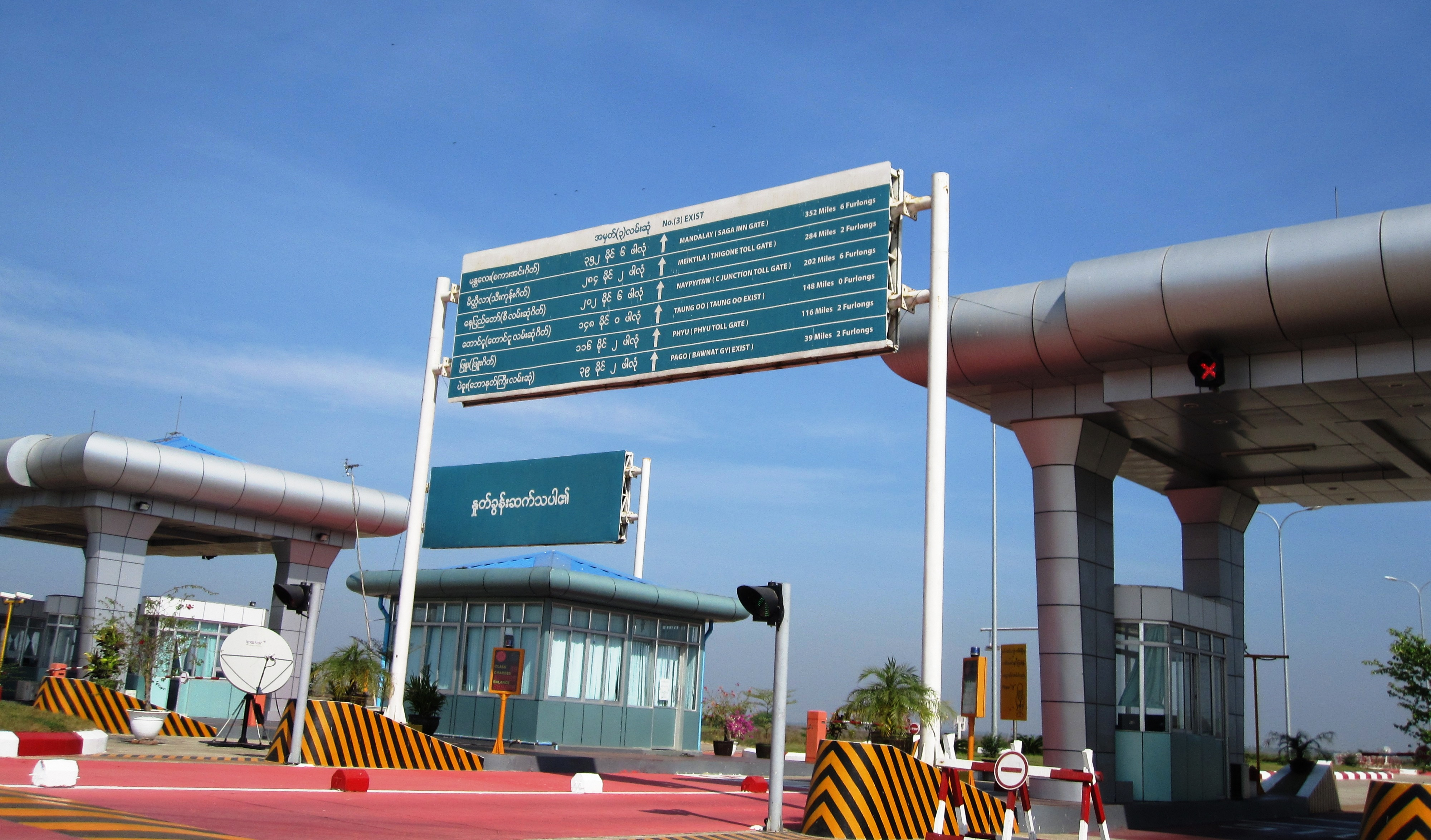
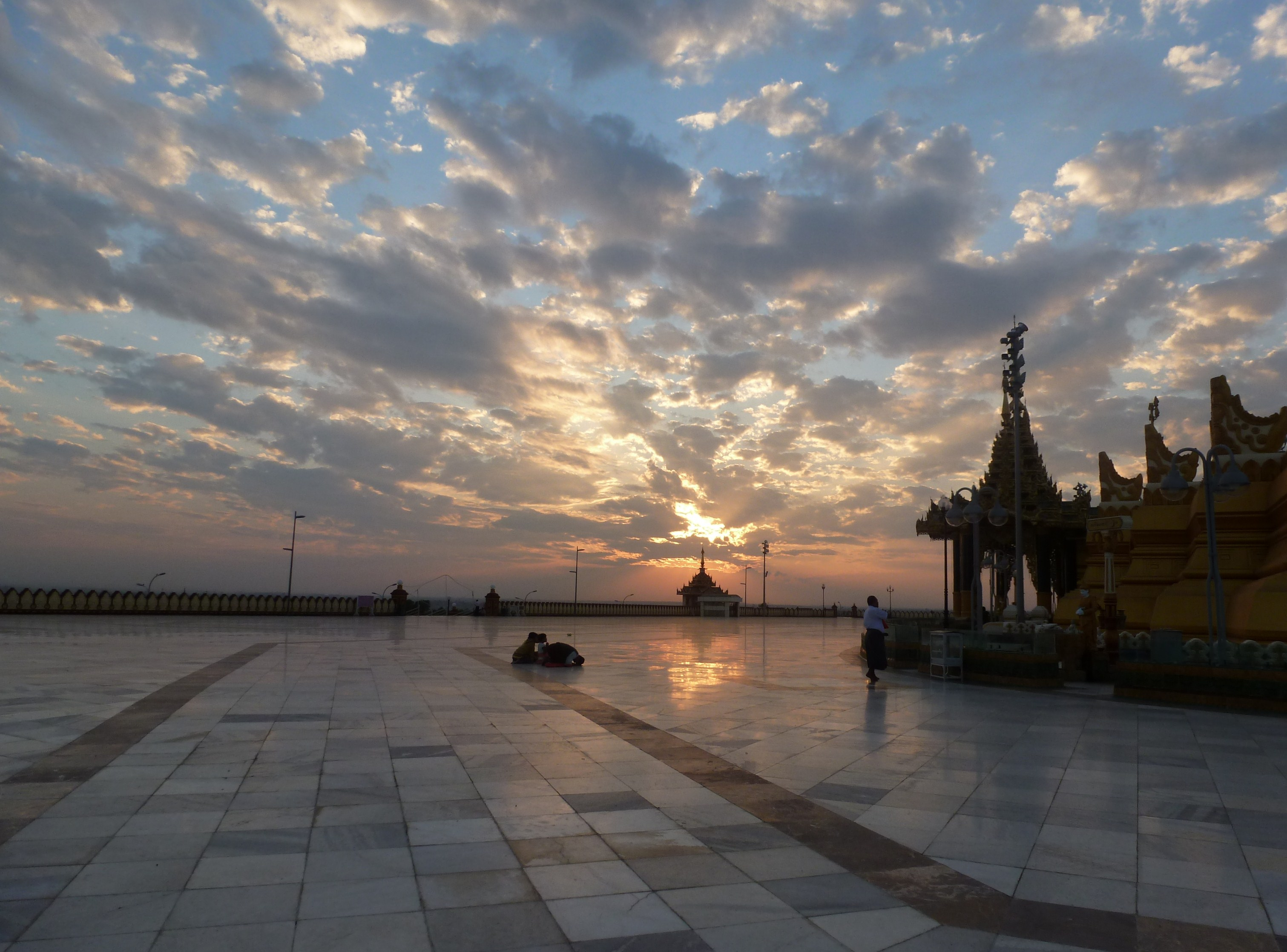
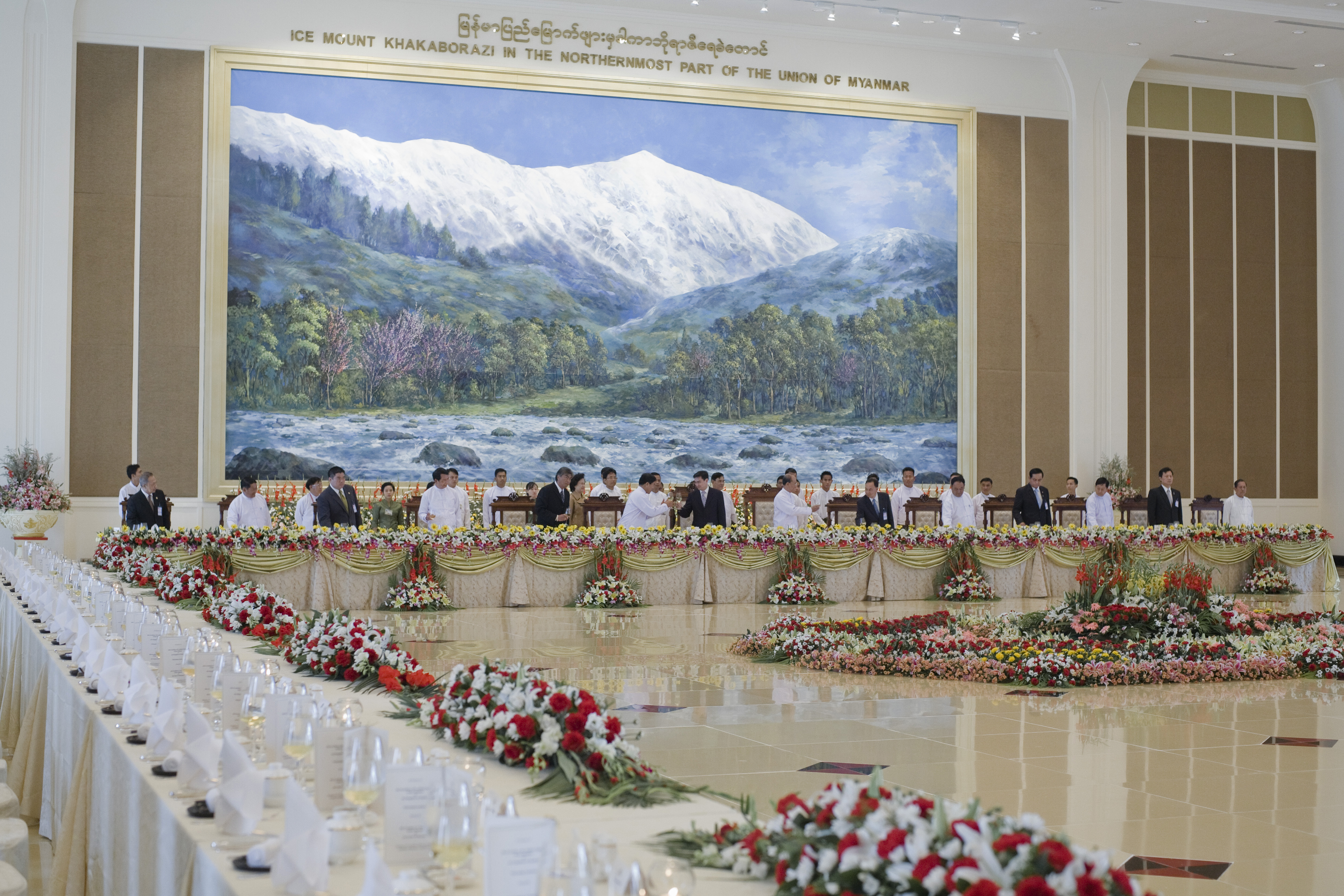
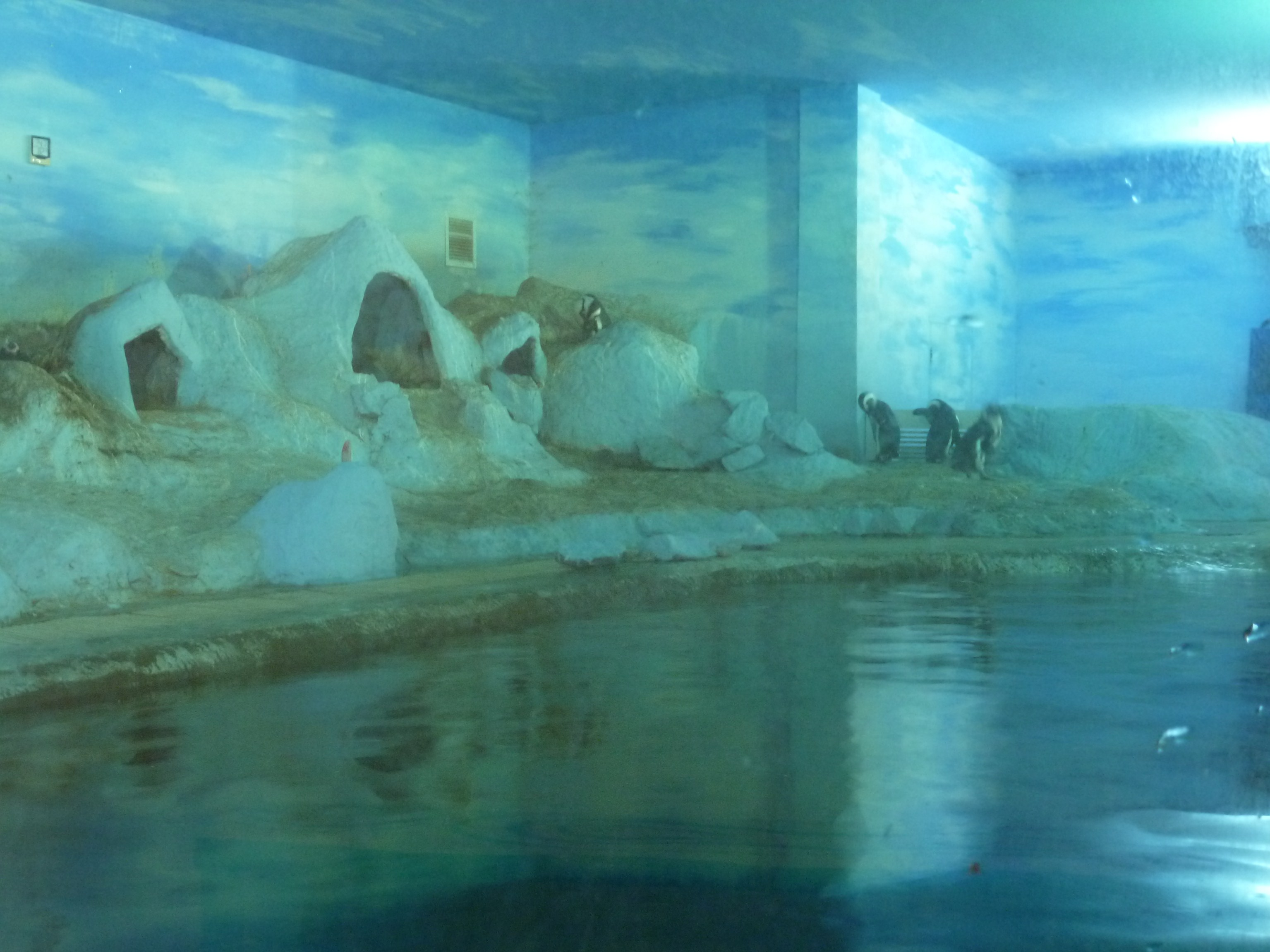
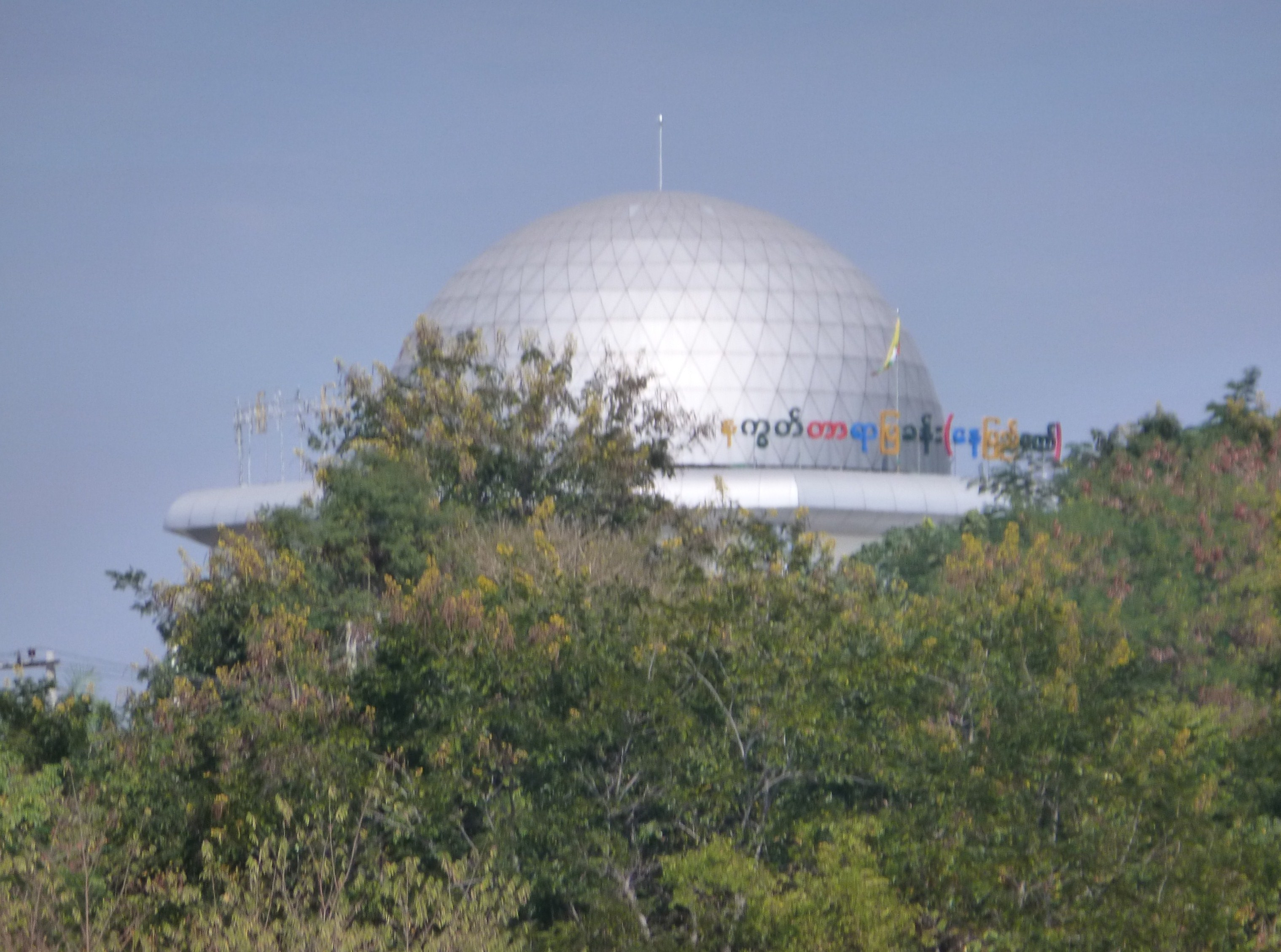
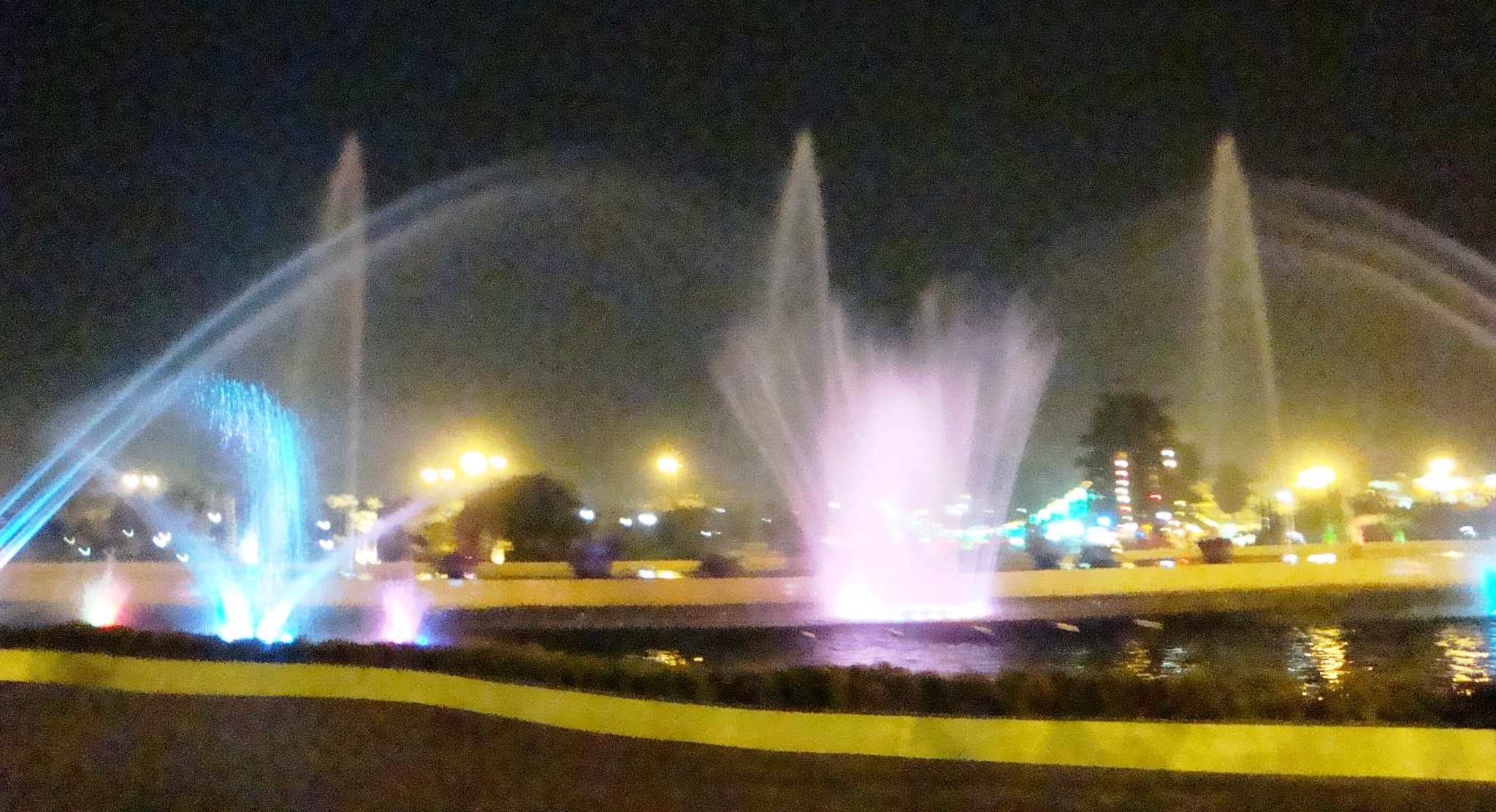
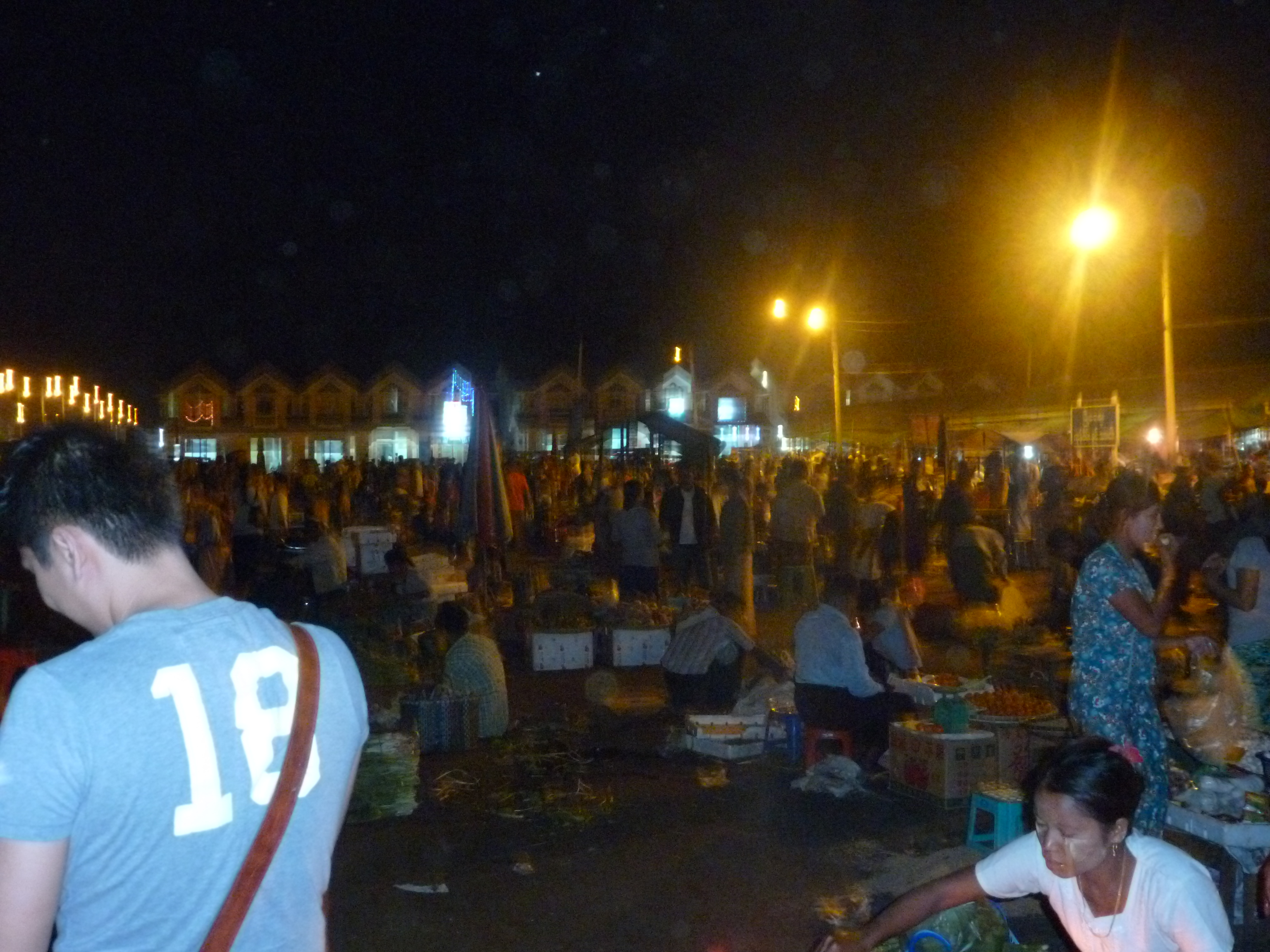
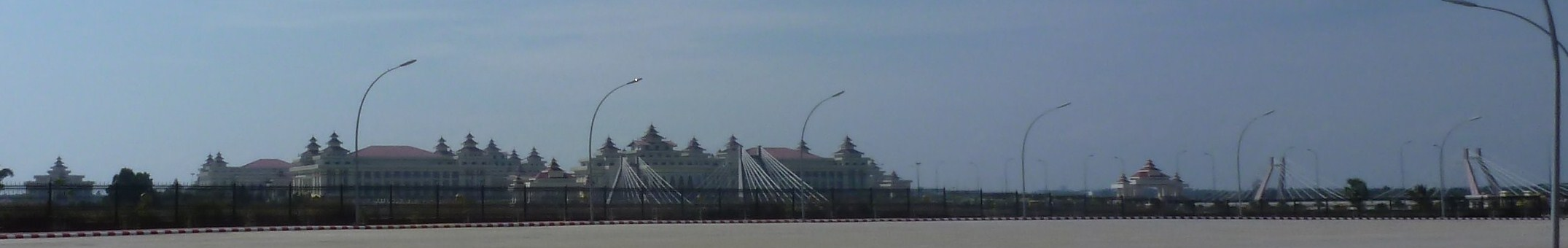